# Uroš Kolaković
Uroš Kolaković (Čačak, 23 febbraio 1993) è un giocatore di football americano serbo, che gioca nel ruolo di defensive lineman per i Beograd Vukovi.